# No Silence
ATB ötödik nagylemeze a No silence, mellyel az Egyesült Államokat vette célkeresztbe. Az albumról olyan kislemezek kerültek ki, mint a Mindhunter című akció-thriller főcím-zenéje a Marrakech, a melankolikus Ecstasy és a Here with me, ugyancsak a brit énekesnő, Tiff Lacey közreműködésével.

## Számlista
1. Marrakech  4:22
2. Ecstasy  4:21
3. The autumn leaves  5:42
4. Here with me  5:12
5. Black nights  5:02
6. Mysterious skies  5:30
7. Collides with beauty  5:49
8. Sun goes down  4:07
9. After the flame  6:02
10. IntenCity  5:26
11. Eternal swells  5:14
12. Wait for your heart  5:16
13. Circular symetry  5:38

## Közreműködők
- Tiff Lacey: vokál (Marrakech, Ecstasy, Here with me)
- Michal The Girl: vokál (The autumn leaves)
- Madelin Zero: vokál (Black nights, Collides with beauty)
- Ken Harrison: vokál (Sun goes down)
- Roberta Carter Harrison: vokál (After the flame, Wait for your heart)

Feldolgozások :
Ecstasy: Jocelyn Enriquez" A Little Bit of Ecstasy".

## Külső hivatkozások
- ATB-Marrakech